# Songphon Anugritayawon
Songphon Anugritayawon (Thai: ทรงพล อนุกฤตยาวรรณ; * 31. Oktober 1983) ist ein thailändischer Badmintonspieler.

## Sportliche Karriere
National siegte Songphon Anugritayawon erstmals bei den thailändischen Meisterschaften 2005 im Herrendoppel mit Nitipong Saengsila. Drei Jahre später war er ebenfalls im Herrendoppel noch einmal mit Tesana Panvisavas erfolgreich.
2009 gewann er die Mixedkonkurrenz sowohl bei den Thailand Open als auch bei den Japan Open mit Kunchala Voravichitchaikul. Bei der Singapur Super Series 2008 schieden beide dagegen schon im Halbfinale aus, bei den Asienspielen 2006, der Swiss Open Super Series 2009, der Singapur Super Series 2009 und der All England Super Series 2009 war sogar schon im Achtelfinale Endstation.
Erfolgreicher war er bei den Südostasienspielen. Nachdem beide 2007 noch im Viertelfinale ausgeschieden waren, schafften sie es zwei Jahre später bis ins Finale, wo sie knapp in drei Sätzen gegen Nova Widianto und Liliyana Natsir aus Indonesien unterlagen. Bei der Sommer-Universiade 2007 erkämpfte er sich sogar zwei Medaillen. Im Herrendoppel gewann er Bronze mit Nuttaphon Narkthong und mit dem Team Gold. Bei den Welthochschulmeisterschaften sicherte er sich 2002 Bronze mit Kunchala Voravichitchaikul.